# Fajita

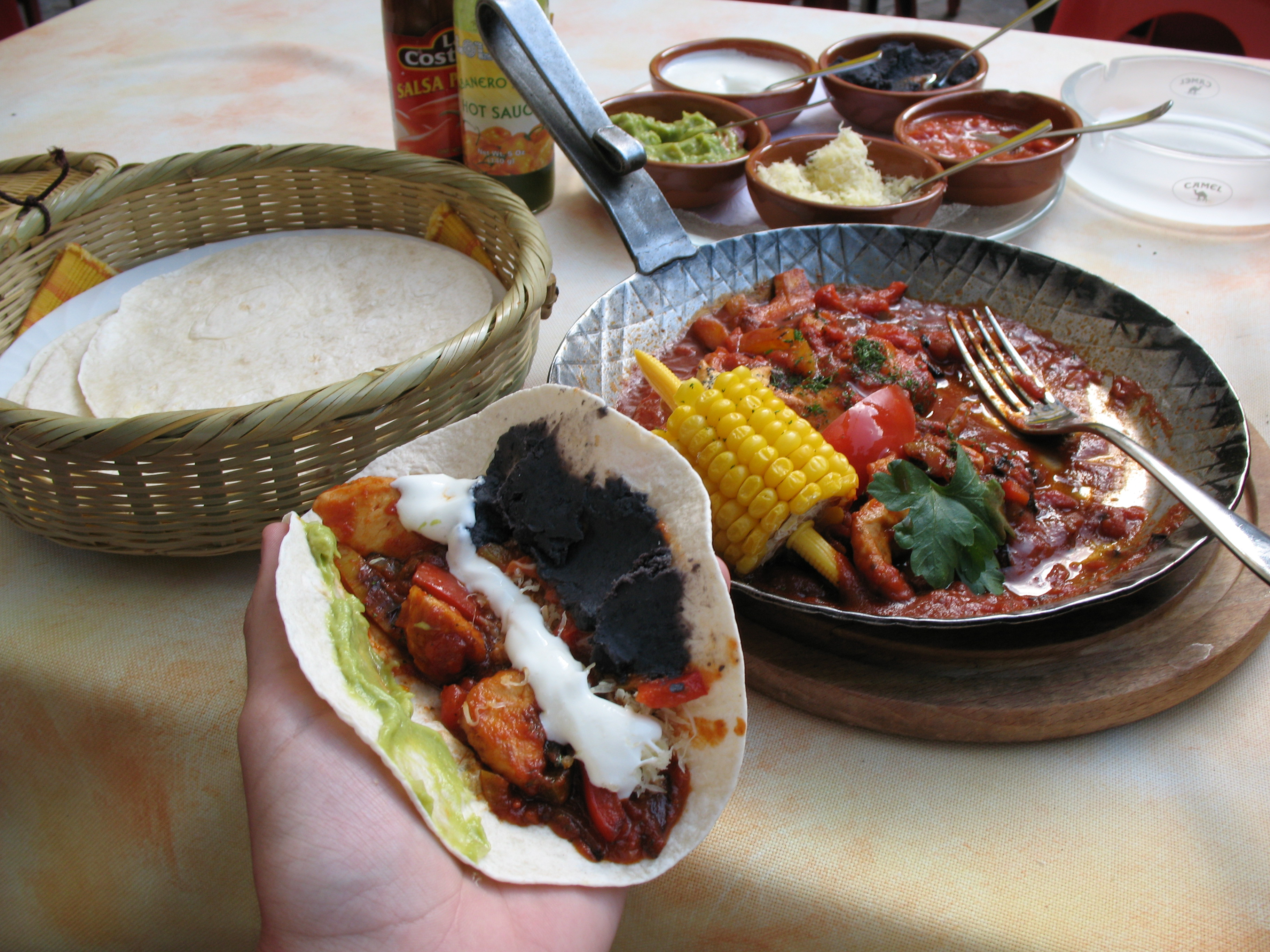
Fajita

Fajita ist ein Gericht der Tex-Mex-Küche, das in der Originalversion aus gegrilltem und anschließend klein geschnittenem Rindfleisch besteht, das zusammen mit Streifen von grüner Chili auf einer Weizentortilla serviert wird. Fajitas werden mittlerweile auch aus Schweinefleisch oder Huhn zubereitet, seltener auch aus Garnelen. Zu den Beilagen zählen oft saure Sahne, Guacamole, Salsa, Pico de gallo, Käse und Tomaten.
Das spanische Wort Fajita ist das Diminutiv zu Faja, was mit Gürtel übersetzt werden kann. Es bezog sich auf das Zwerchfell beim Ochsen als Herkunft des Fleisches, in der Küchensprache als Kronfleisch bzw. Skirt Steak bekannt.
Das Gericht stammt ursprünglich aus der texanisch-mexikanischen Grenzregion am Rio Grande und wurde von den Cowboys gegessen. Das Kronfleisch der Rinder gehörte zu den Schlachtresten, die die Viehtreiber an einem Schlachttag kostenlos erhielten. 1975 erschienen die ersten Werbeanzeigen für Fajitas in texanischen Zeitungen. Heute bezeichnet der Begriff Fajita oft nicht nur das Originalrezept, sondern einfach die Art der Zubereitung und/oder Fleisch, das auf Tortillas angerichtet wird.
In Restaurants mit Tex-Mex-Küche ist es heute vielfach üblich, Fajitas zusammen mit Paprikas und Zwiebeln auf einem heißen gusseisernen Teller zu servieren. Das entspricht jedoch nicht der authentischen Art, das Gericht zu servieren und zu essen.